# HNK Segesta Sisak
HNK Segesta Sisak is een Kroatische voetbalclub uit Sisak. De club is vernoemd naar de Illyrische stad Segesta, waar het moderne Sisak uit voort komt. HNK Segesta Sisak is de oudste club die speelt onder dezelfde naam zonder interrupties.
De club speelde in 1992/93 voor het eerst in de hoogste klasse, na vijf seizoenen degradeerde Segesta. In 1996 werd Europees voetbal afgedwongen en bereikte de club de finale van de Intertoto Cup die het uiteindelijk verloor van het Deense Silkeborg IF. In 1998/99 werd de club derde in de tweede klasse en miste zo net de promotie. Daarna ging het bergaf en de club belandde zelfs in de derde klasse. Na seizoen 2006/07 kon de club weer terugkeren naar de 2. Hrvatska Nogometna Liga via de eindronde, waarna het weer terugviel in de 3. HNL. In 2013 promoveerde de club weer naar de 2. Hrvatska Nogometna Liga. In 2016 degradeerde de club. 

## Segesta in Europa
- Groep = groepsfase
- 1/2 = halve finale
- F = finale

| Seizoen | Competitie    | Ronde | Land                 | Club               | Score    |
| ------- | ------------- | ----- | -------------------- | ------------------ | -------- |
| 1996    | Intertoto Cup | Groep | Vlag van Zweden      | Örgryte IS         | 1-1      |
|         |               | Groep | Vlag van Israël      | Hapoel Tel Aviv FC | 3-1      |
|         |               | Groep | Vlag van Frankrijk   | Stade Rennais      | 2-1      |
|         |               | Groep | Vlag van Zwitserland | FC Luzern          | 1-0      |
|         |               | 1/2   | Vlag van Zweden      | Örebro SK          | 4-0, 1-4 |
|         |               | F     | Vlag van Denemarken  | Silkeborg IF       | 1-2, 1-0 |

## Erelijst
| Nationaal        |    |                      |
| 3. HNL - Centrum | 2x | 2002/2003, 2012/2013 |

## Bekende (oud-)spelers
- Mladen Bartolović
- Stjepan Lamza
- Silvio Marić
- Marko Mlinarić
- Alen Peternac
- Tomislav Piplica
- Fuad Šašivarević
- Goran Brašnić
- Tomislav Prosen

## Bekende oud-trainers
- Srećko Bogdan
- Milivoj Bračun
- Branko Ivanković
- Mirko Kokotović
- Zlatko Kranjčar
- Mladen Munjaković